# Bledius defensus
Bledius defensus är en skalbaggsart som beskrevs av Fauvel 1872. Bledius defensus ingår i släktet Bledius, och familjen kortvingar. Enligt den finländska rödlistan är arten nära hotad i Finland. Arten har ej påträffats i Sverige. Artens livsmiljö är sjö- och älvstränder.